# Ōmishima
Die Insel Ōmishima (japanisch 大三島 Ōmishima) liegt in der japanischen Seto-Inlandsee innerhalb der Präfektur Ehime. Sie ist Teil der Geiyo-Inseln und gehört zum Verwaltungsgebiet der Stadt Imabari.

## Geschichte
Während der Sengoku-Zeit (1467–1603) herrschten auf den Geiyo-Inseln die Murakami Kaizoku (村上海賊). Zweige des Murakami-Klans bauten unter anderem Befestigungen auf den Inseln Innoshima (因島), Noshima (能島) und Kurushima (来島). Mithilfe dieser strategisch günstig gelegenen Stützpunkte und ihrer Seestreitkräfte dominierten die Murakami die Seto-Inlandsee. Ebenfalls in der Seto-Inlandsee ansässig war der Kawano-Klan (河野氏). Eine bekannte Kriegerin aus der Zeit ist Ōhōri Tsuruhime (1526–1543), Tochter des obersten Priesters von Ōmishima. Als ihr Vater 1541 starb, führte sie den auf der Insel gelegenen Ōyamazumi-Schrein mit 15 Jahren. Sie verteidigte die Insel wie zuvor ihre Brüder gegen Angriffe des Ōuchi-Klans. Heute findet jährlich im Juli ein Tsuruhime-Festival statt.
1955 schlossen sich die Dörfer Kagamimura und Miyanoura zu einem Ort zusammen. 1956 schloss sich das Dorf Okayama an. Am 16. Januar 2005 wurden die Orte der Insel in die Stadt Imabari eingegliedert.

## Geographie

### Topographie
Ōmishima hat eine Fläche von 64,54 km² und ist damit die größte der Geiyo-Inseln. Der höchste Berg der Insel ist der Washigatō-zan (鷲ヶ頭山) mit 436 m. Die Insel ist größtenteils hügelig und ein Anbaugebiet für Zitrusfrüchte. Die Insel hat entsprechend ihrer Größe nur kleinere Gewässer. Der Miyauramoto fließt vom Washigatō-zan westwärts ins Meer. Südlich des Berges und im Zentrum der Insel liegt der Utena-Stausee, der eine Fläche von 16 ha hat und die Insel mit Wasser versorgt. Der Staudamm wurde 1991 fertiggestellt. Abfluss ist der Utenahon (台本川) nach Nordwesten. Auch auf der Ostseite der Insel fließen mehrere Bäche ins Meer, darunter in der Reihenfolge von Norden nach Süden der Takashita (竹下川), der Misa (三佐川), der Inokuchihon (井ノ口本川) und der Koto (古戸川).

### Demographie
Die Bevölkerung zählte im Jahr 2020 insgesamt 4964 Einwohner. Damit war sie stark rückläufig gegenüber einer Zahl von 8356 Einwohnern im Jahr 1995.
| Jahr          | 1995 | 2000 | 2005 | 2010 | 2015 | 2020 |
| ------------- | ---- | ---- | ---- | ---- | ---- | ---- |
| Einwohnerzahl | 8356 | 8675 | 7154 | 6494 | 5675 | 4964 |

### Klima
Es herrscht Ostseitenklima, das humide Makroklimate der subtropischen Klimazone mit ganzjährig ausreichenden Niederschlägen bezeichnet. Die Höchsttemperaturen werden im August mit durchschnittlich 26,8 °C erreicht, während die Niederschläge im Juli mit 194,6 mm ihr Maximum erreichen.
|                        | Jan  | Feb  | Mär  | Apr  | Mai   | Jun   | Jul   | Aug  | Sep   | Okt  | Nov  | Dez  |   |         |
| Mittl. Temperatur (°C) | 5,5  | 5,6  | 8,4  | 13,1 | 17,6  | 21,3  | 25,3  | 26,8 | 23,4  | 18,0 | 12,5 | 7,7  | ⌀ | 15,5    |
| Mittl. Tagesmax. (°C)  | 9,6  | 10,2 | 13,4 | 18,6 | 23,2  | 26,1  | 30,0  | 32,0 | 28,3  | 22,8 | 17,2 | 12,0 | ⌀ | 20,3    |
| Rekordmaximum (°C)     | 16,0 | 20,2 | 25,4 | 27,9 | 30,4  | 33,7  | 38,0  | 37,4 | 36,1  | 31,9 | 24,1 | 20,4 | ᐃ | 0       |
| Mittl. Tagesmin. (°C)  | 1,3  | 1,1  | 3,4  | 8,0  | 12,7  | 17,6  | 22,0  | 23,2 | 19,7  | 13,8 | 8,2  | 3,4  | ⌀ | 11,3    |
| Rekordminimum (°C)     | −5,9 | −6,2 | −3,6 | −1,5 | 3,6   | 9,6   | 15,5  | 15,6 | 11,1  | 5,5  | −1,3 | −3,5 | ᐁ | 0       |
|                        |      |      |      |      |       |       |       |      |       |      |      |      |   |         |
| Niederschlag (mm)      | 40,8 | 54,0 | 89,5 | 98,0 | 116,2 | 186,3 | 194,6 | 93,5 | 133,4 | 96,3 | 66,0 | 50,1 | Σ | 1.218,7 |
|                        |      |      |      |      |       |       |       |      |       |      |      |      |   |         |
| Sonnenstunden (h/d)    | 4,71 | 5,31 | 5,87 | 6,67 | 6,93  | 5,24  | 6,49  | 7,55 | 5,71  | 5,82 | 5,31 | 4,65 | ⌀ | 5,9     |

| 1,3 |

| 1,1 |

| 3,4 |

| 8,0 |

| 12,7 |

| 17,6 |

| 22,0 |

| 23,2 |

| 19,7 |

| 13,8 |

| 8,2 |

| 3,4 |

| 1,3 |

| 1,1 |

| 3,4 |

| 8,0 |

| 12,7 |

| 17,6 |

| 22,0 |

| 23,2 |

| 19,7 |

| 13,8 |

| 8,2 |

| 3,4 |

## Kultur und Tourismus

### Museen
Im Westen von Ōmishima befindet sich das von dem japanischen Architekten Toyo Ito gestaltete Toyo-Ito-Architekturmuseum. Das Museum, das die Gestalt eines Schiffsdecks hat, wurde 2011 eröffnet. Unmittelbar daneben liegt das 2004 eröffnete Tokoro Museum Omishima, das zeitgenössische Kunst zeigt. Eine offene Terrasse dient als Aussichtspunkt über die Inseln der Seto-Inlandsee. Ein weiteres Museum auf der Westseite der Insel ist das im Sommer 2011 eröffnete Ken Iwata Mother and Child Museum. Es zeigt Werke von Ken Iwata mit dem Hauptthema „Mutter und Kind“. Weiter im Zentrum der Insel liegt zudem das Ōmishima-Kunstmuseum, in dem zeitgenössische Kunst von Toshio Tabuchi und Chinami Nakajima ausgestellt ist. Unmittelbar in der Nähe befindet sich das 1972 eröffnete Ōmishima-Meeresmuseum. Es wurde gebaut, um Kaiser Hirohitos Boot Hayama Maru zu bewahren, das er für seine Forschungen im Bereich der Meeresbiologie nutzte. Hirohito veröffentlichte mehrere wissenschaftliche Arbeiten über Nesseltiere. Im Osten der Insel nahe der Tatara-Brücke liegt das Murakami-Santō-Gedenkmuseum, in dem 3800 Werke von zeitgenössischen Kalligraphen ausgestellt sind, vor allem von Murakami Santō, der als Person mit besonderen kulturellen Verdiensten ausgezeichnet wurde.

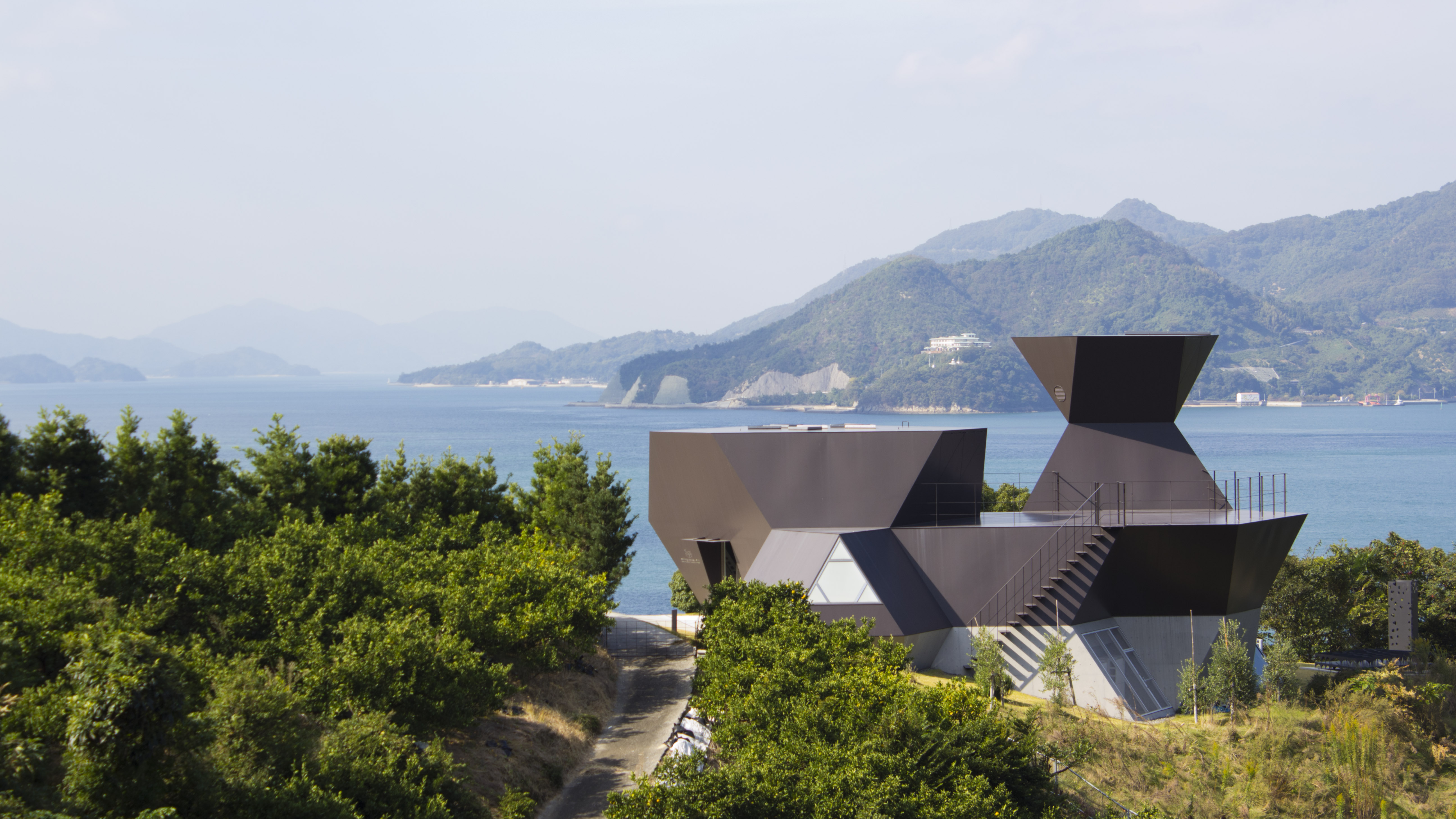
Toyo-Ito-Architekturmuseum
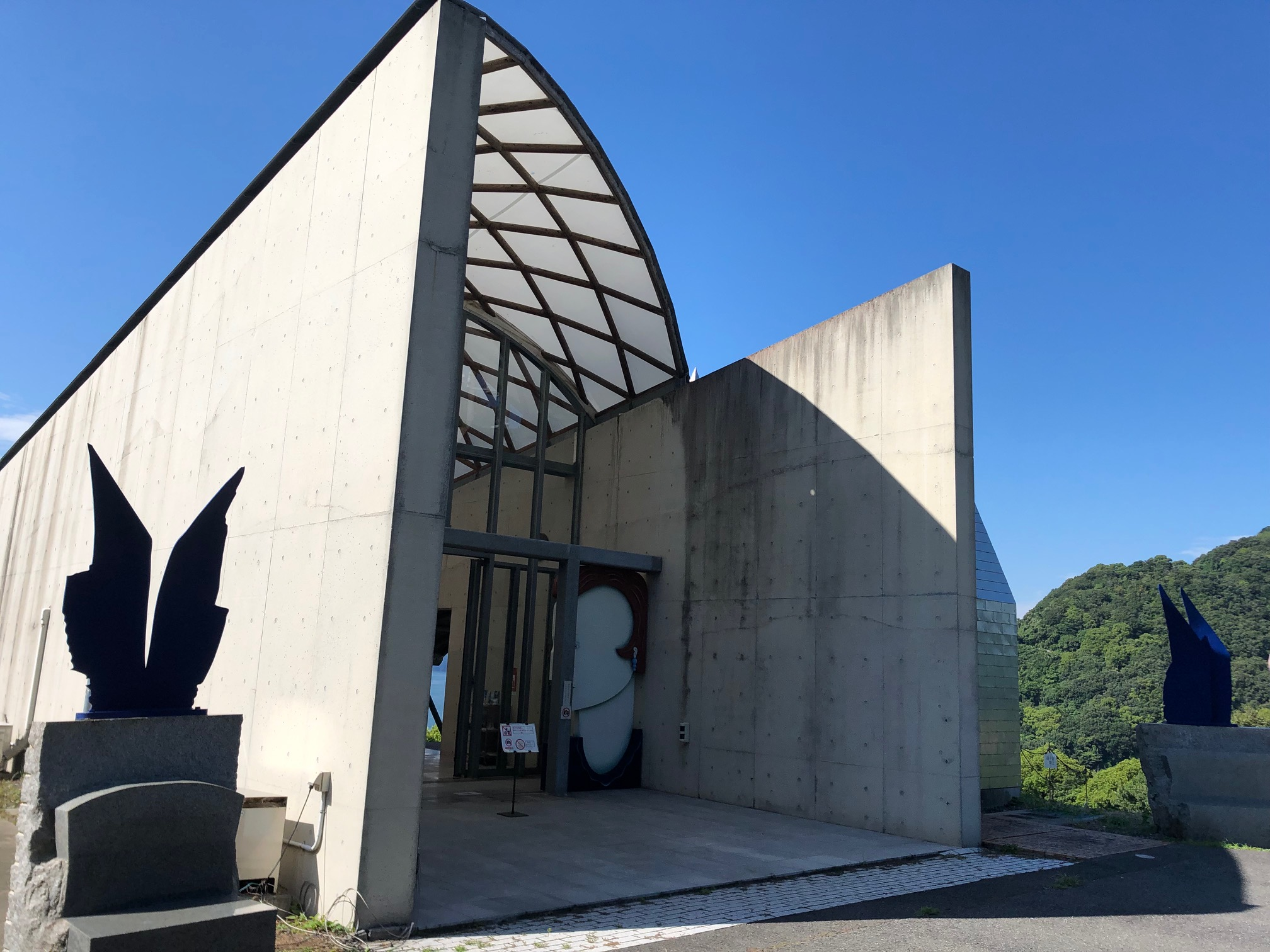
Tokoro Museum
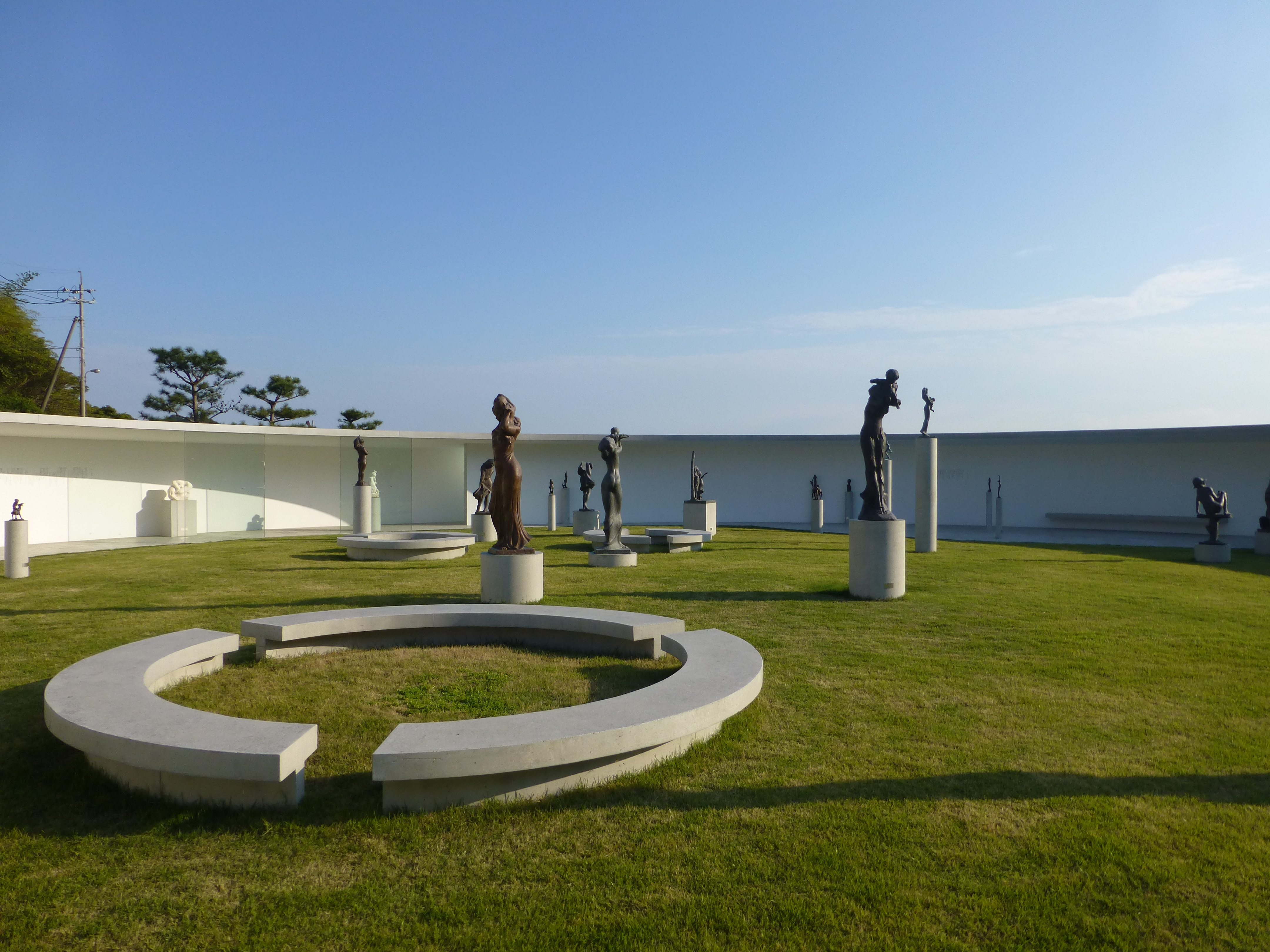
Ken Iwata Mother and Child Museum
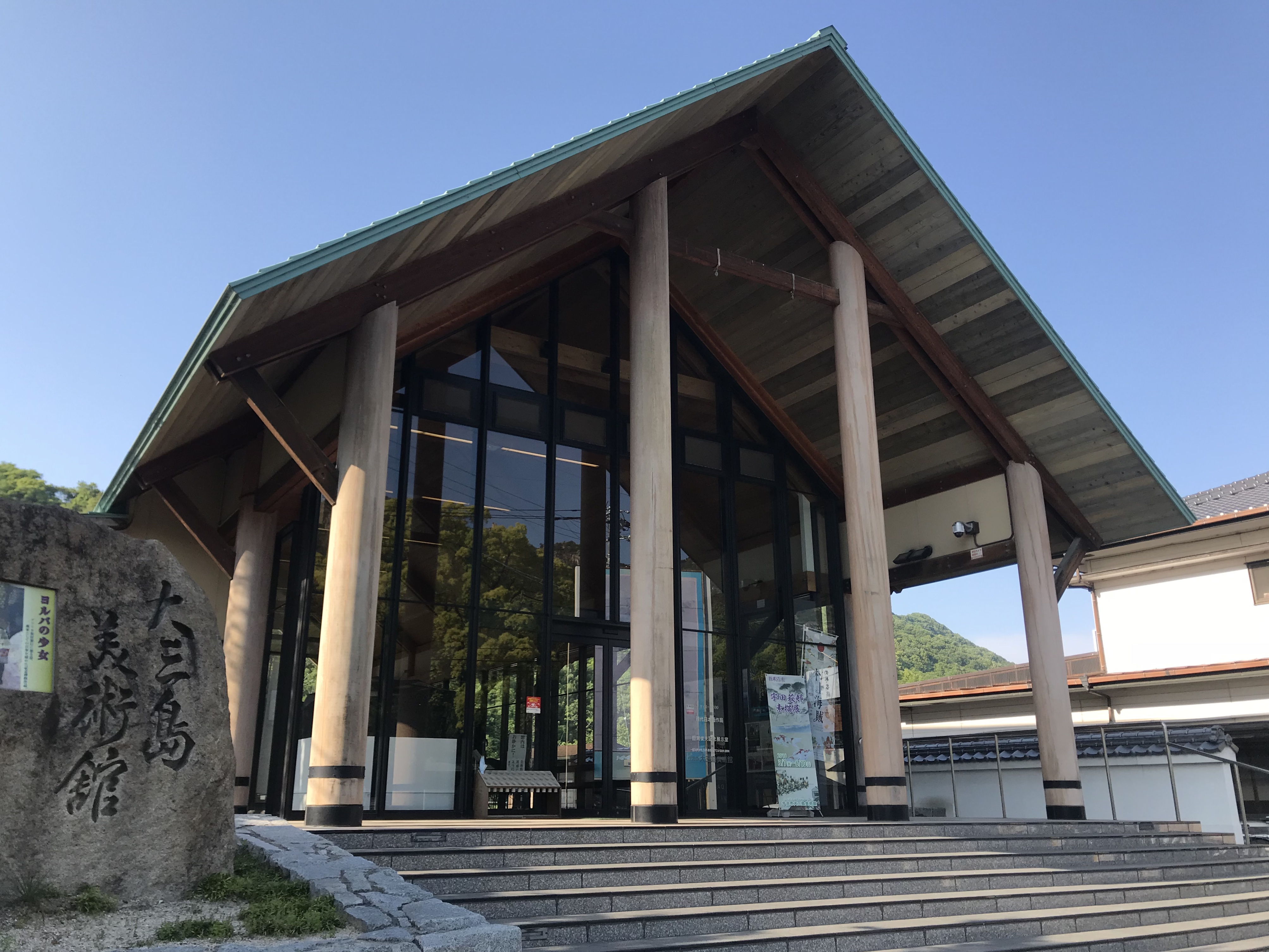
Ōmishima-Kunstmuseum

### Parks

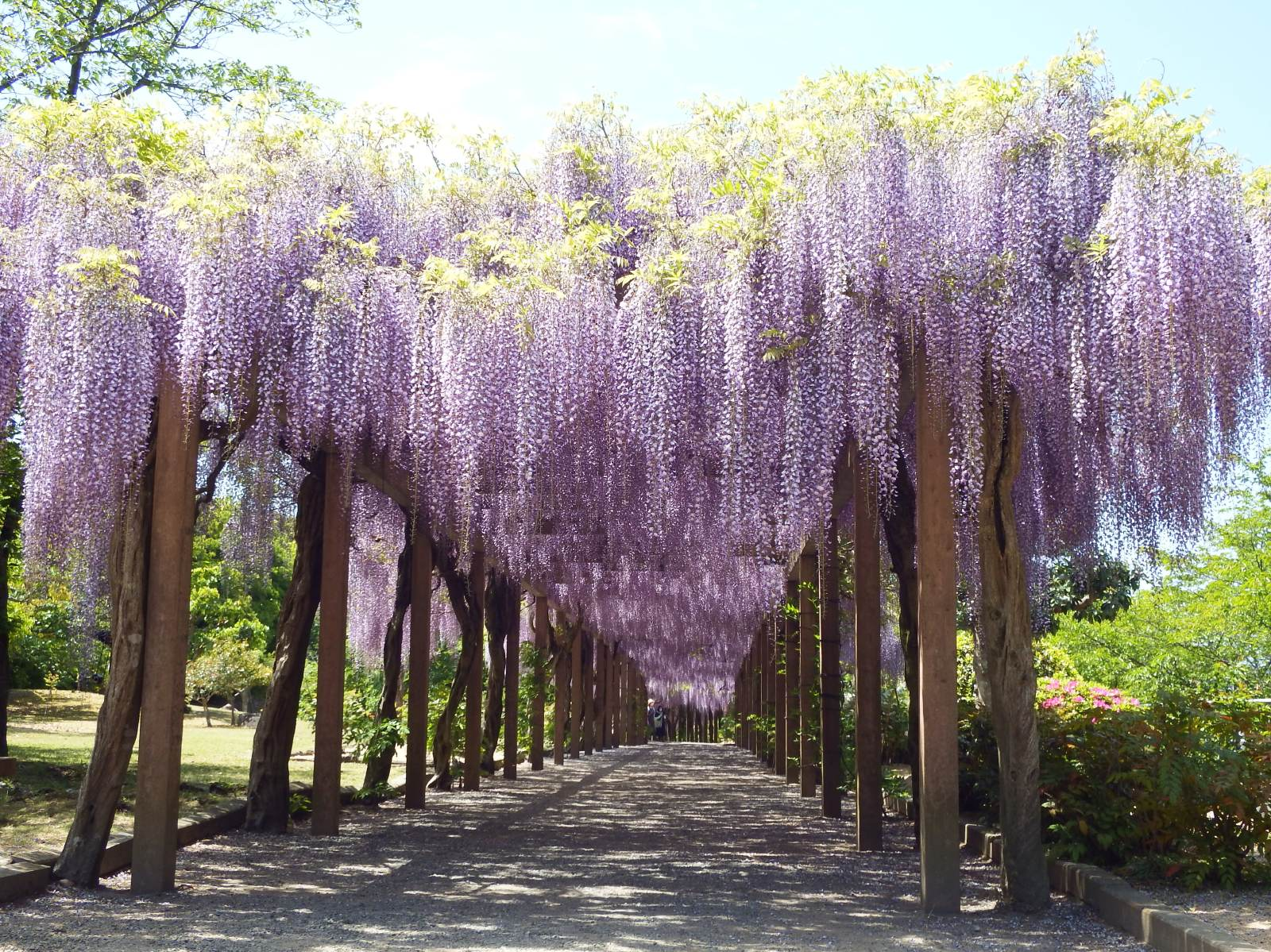
Japanische Wisteria im Ōmishima-Wisteria-Park

Das Zentrum der Insel und ein Landstück an der Nordwestküste sind Teil des Setonaikai-Nationalparks.
Der Ōmishima-Wisteria-Park (大三島藤公園) liegt auf der Ostseite des Ōmishima-Kunstmuseums am Fluss Miyauramoto. Kernstück des Parks im westlichen Stil ist eine 300 m lange Pergola mit Japanischer Wisteria. Außerhalb davon sind u. a. Rosen und Kirschbäume gepflanzt. Einmal im Jahr findet im Park das Wisteria-Fest statt.

### Ōyamazumi-Schrein

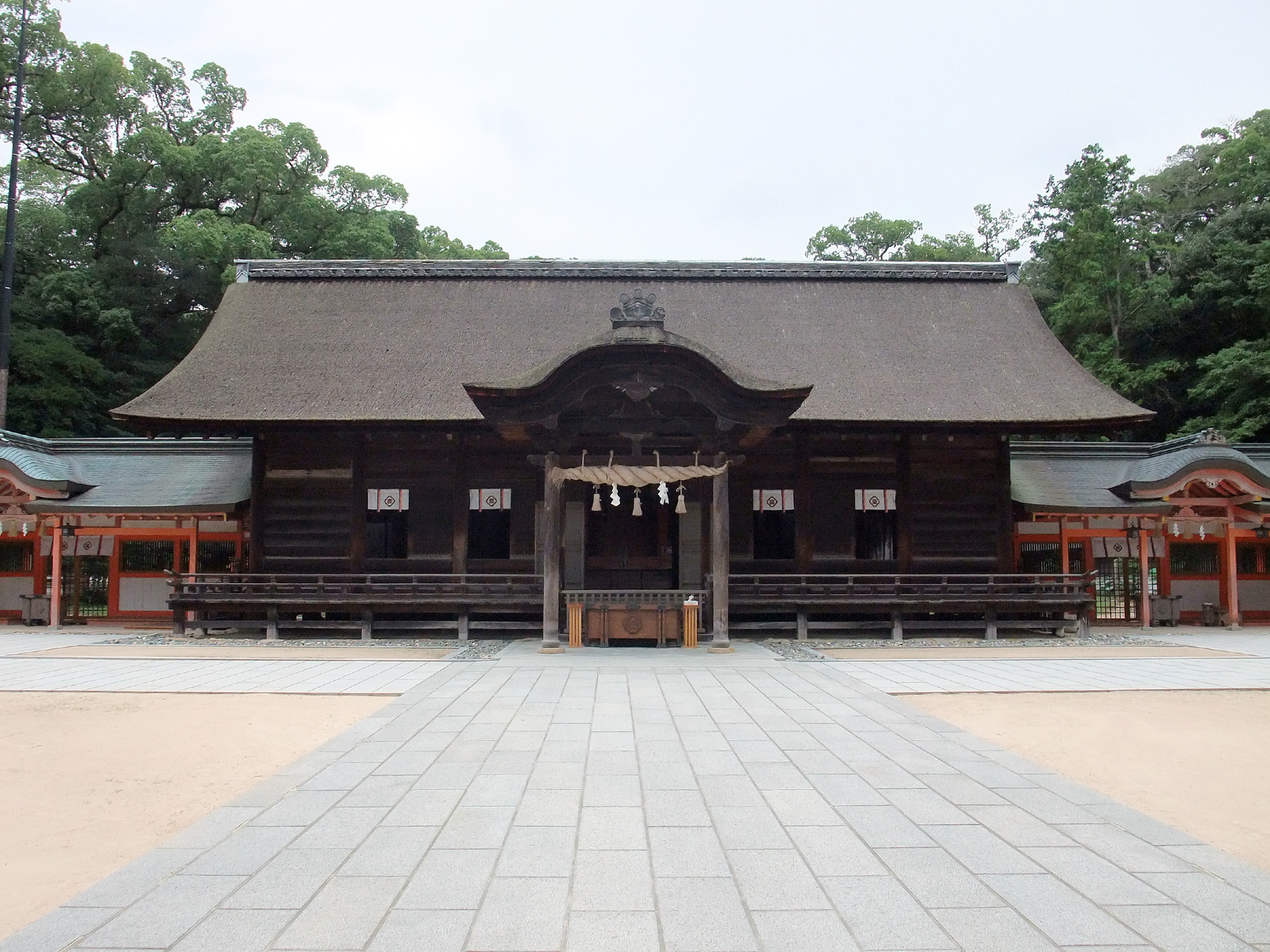
Haiden des Ōyamazumi-Schreins

Der Ōyamazumi-Schrein (大山祇神社) befindet sich auf der Westseite des Washigatō-zan, der als heiliger Berg angesehen wird. Der Schrein war früher der Ichi-no-miya (oberster Shintō-Schrein) der ehemaligen Provinz Iyo. Der Honden und Haiden wurden bei einem Feuer im Jahr 1322 zerstört und 1427 wieder erbaut. Nach der Meiji-Zeit wurde mit Etablierung des Staats-Shintō der Schrein als Großer Nationalschrein (国幣大社, Kokuhei Taisha) klassifiziert. Der primäre Kami des Schreins ist Ōyamatsumi, Gott der Berge, Ozeane und Kriegsführung. Samurai besuchten seit dem Altertum den Schrein, um für Erfolg im Kampf zu beten. Rüstungen und Waffen wurden als Opfer gegeben, sodass der Schrein nach und nach eine immer bedeutendere Waffensammlung besaß. Auch Piraten beteten früher am Ōyamazumi-Schrein vor ihren Beutezügen.
Am Schrein werden zahlreiche bedeutende Kulturgüter und Nationalschätze Japans aufbewahrt, die auch besichtigt werden können. Etwa 80 % der als Nationalschätze ausgewiesenen Waffen befinden sich dort sowie zahlreiche Rüstungen. Am Schrein wachsen zudem mehrere sehr alte Kampferbäume, die von der Präfektur Ehime als Naturdenkmal ausgewiesen wurden. Einige sollen 2600 bis 3000 Jahre alt sein. Der Ikiki no Gomon (生樹の御門, „Lebendes Baumtor“) hat einen Stammumfang von 15,5 m. Weitere Kampferbäume sind unter anderem der Nōinhōshiamagoi no Kusu (能因法師雨乞いの樟) und der Ōkusu (大楠, „Großer Kamperfbaum“).

Kampferbäume
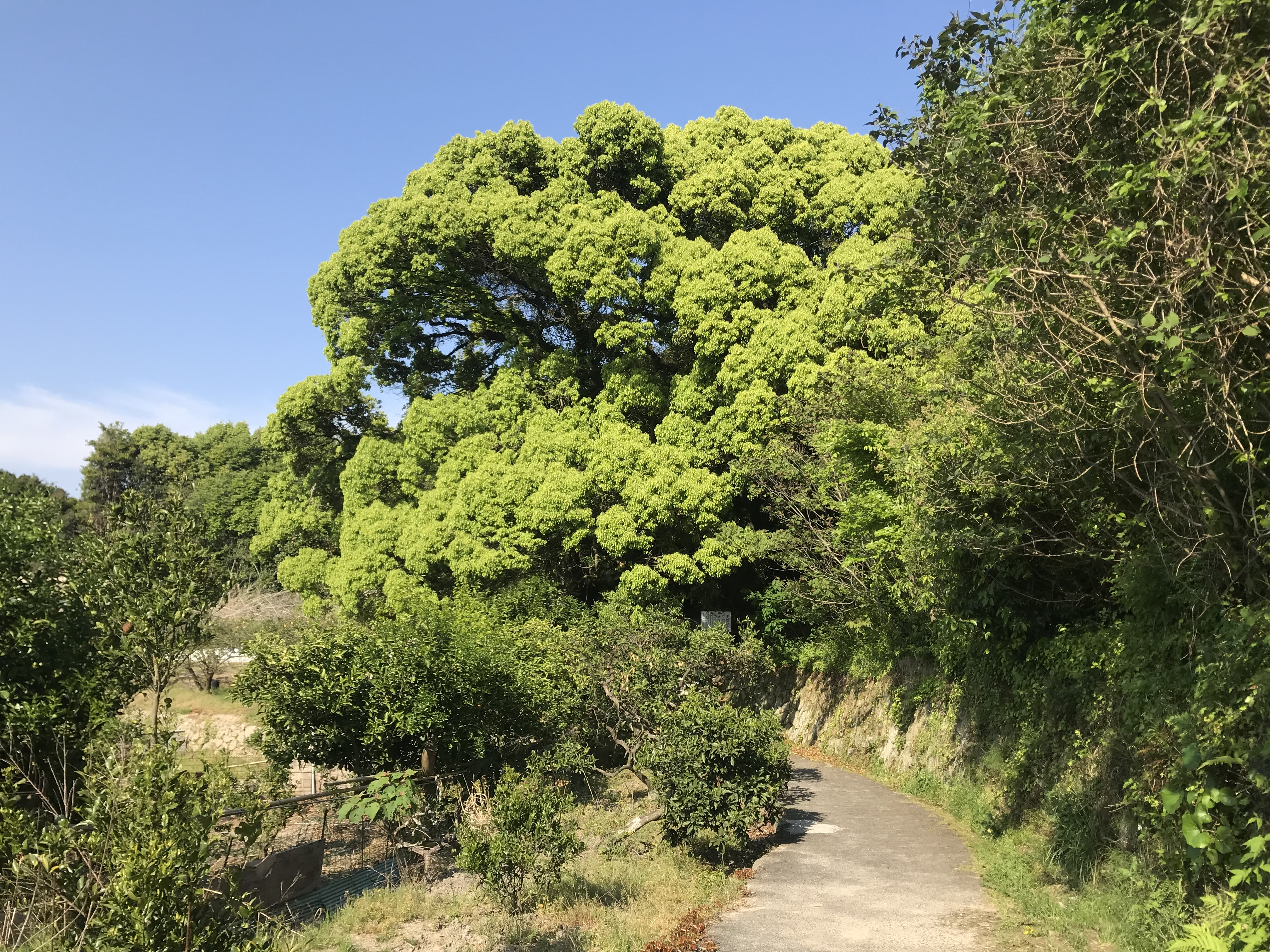
Ikiki no Gomon
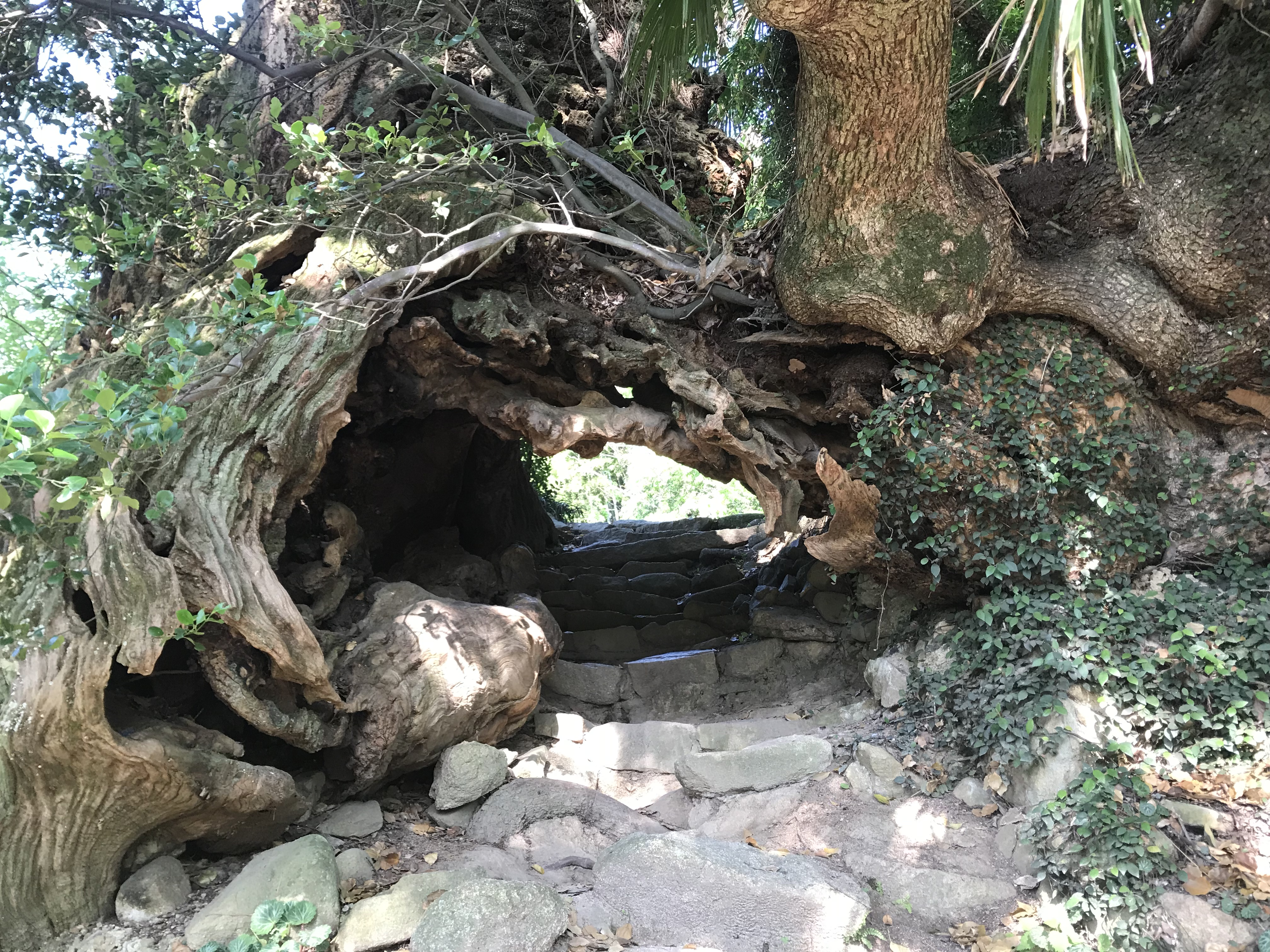
Durchgang unter dem Ikiki no Gomon
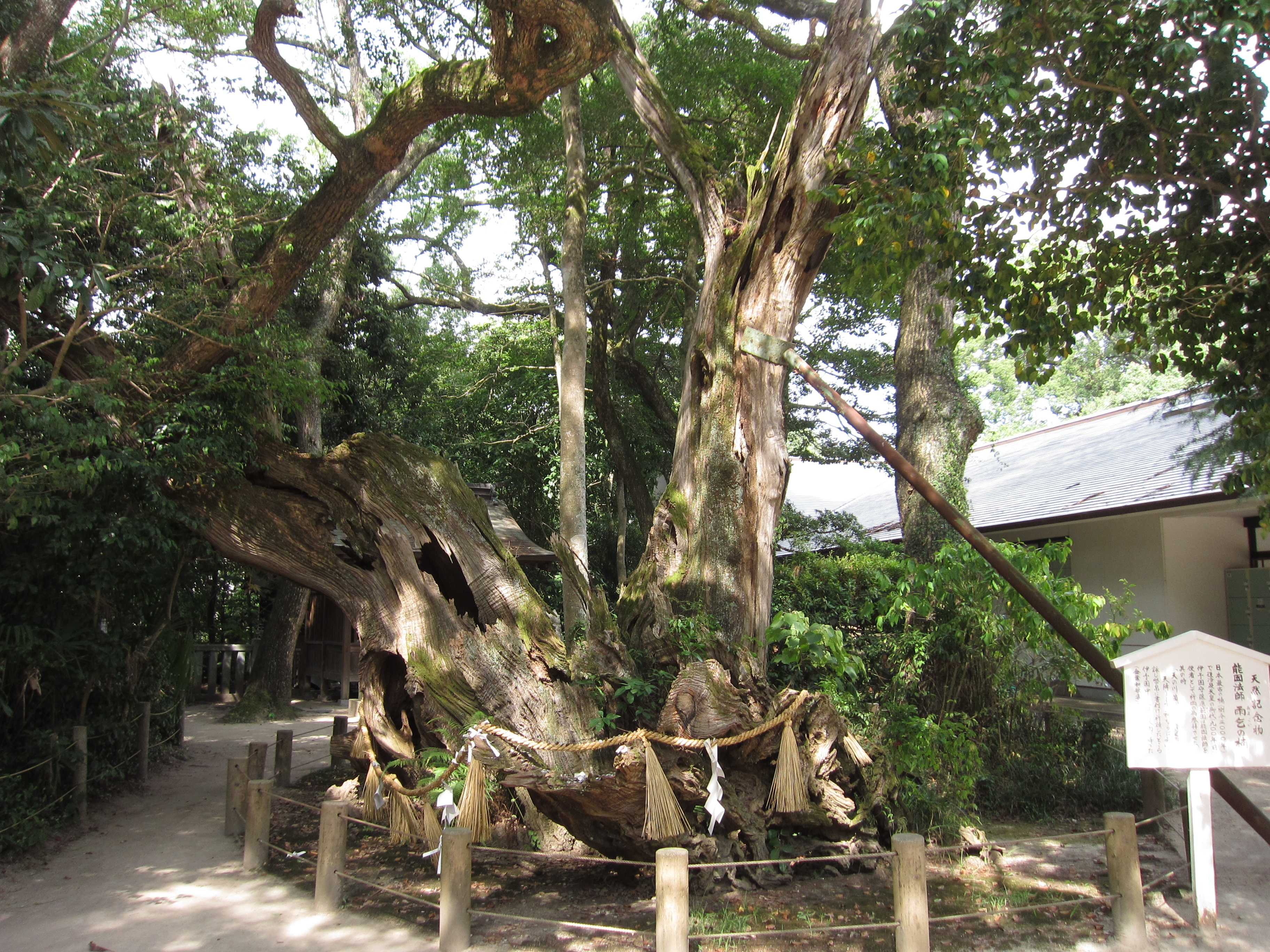
Nōinhōshiamagoi no Kusu
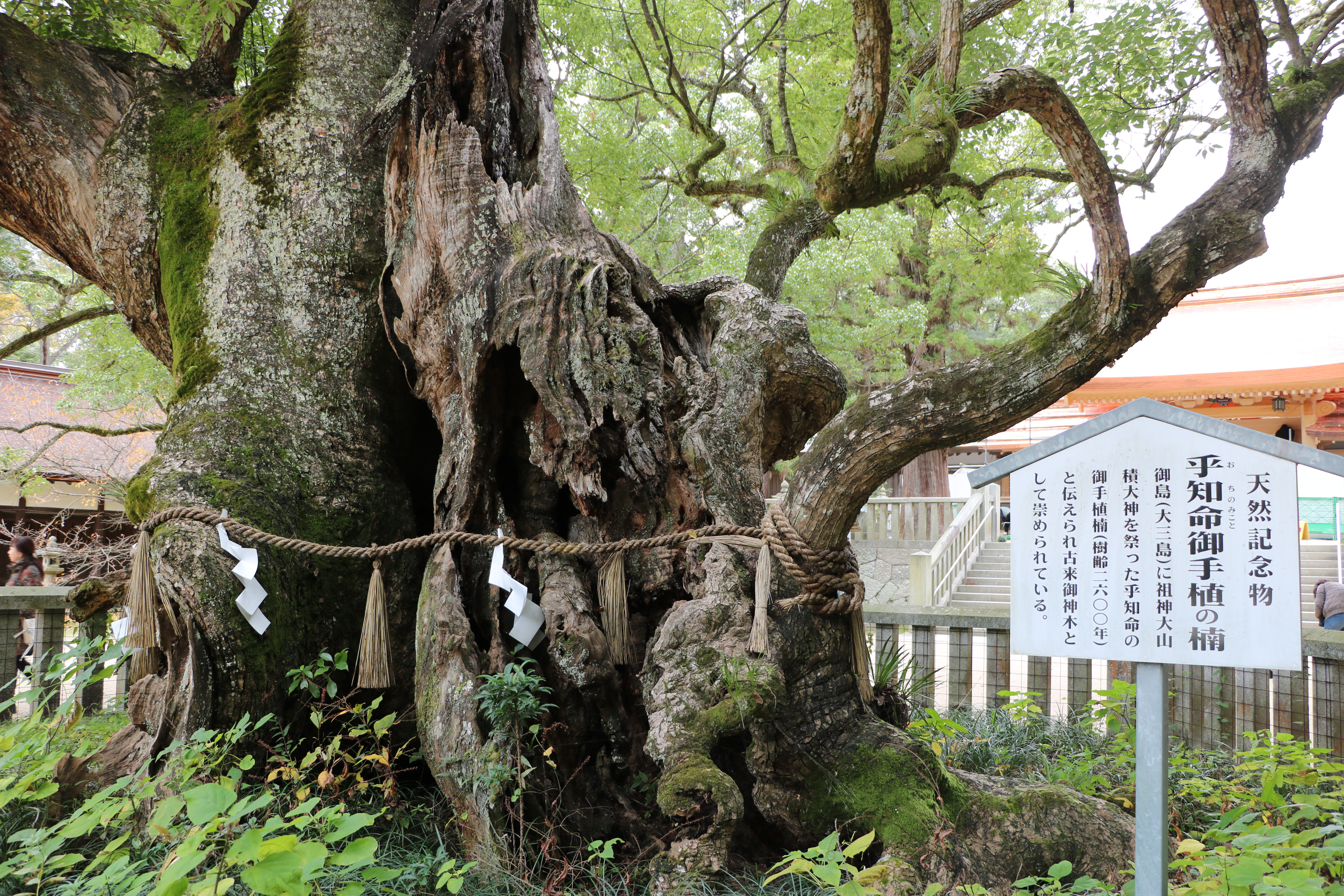
Ochinomikoto Oteueno Kusunoki

### Weitere religiöse Stätten und Kulturgüter

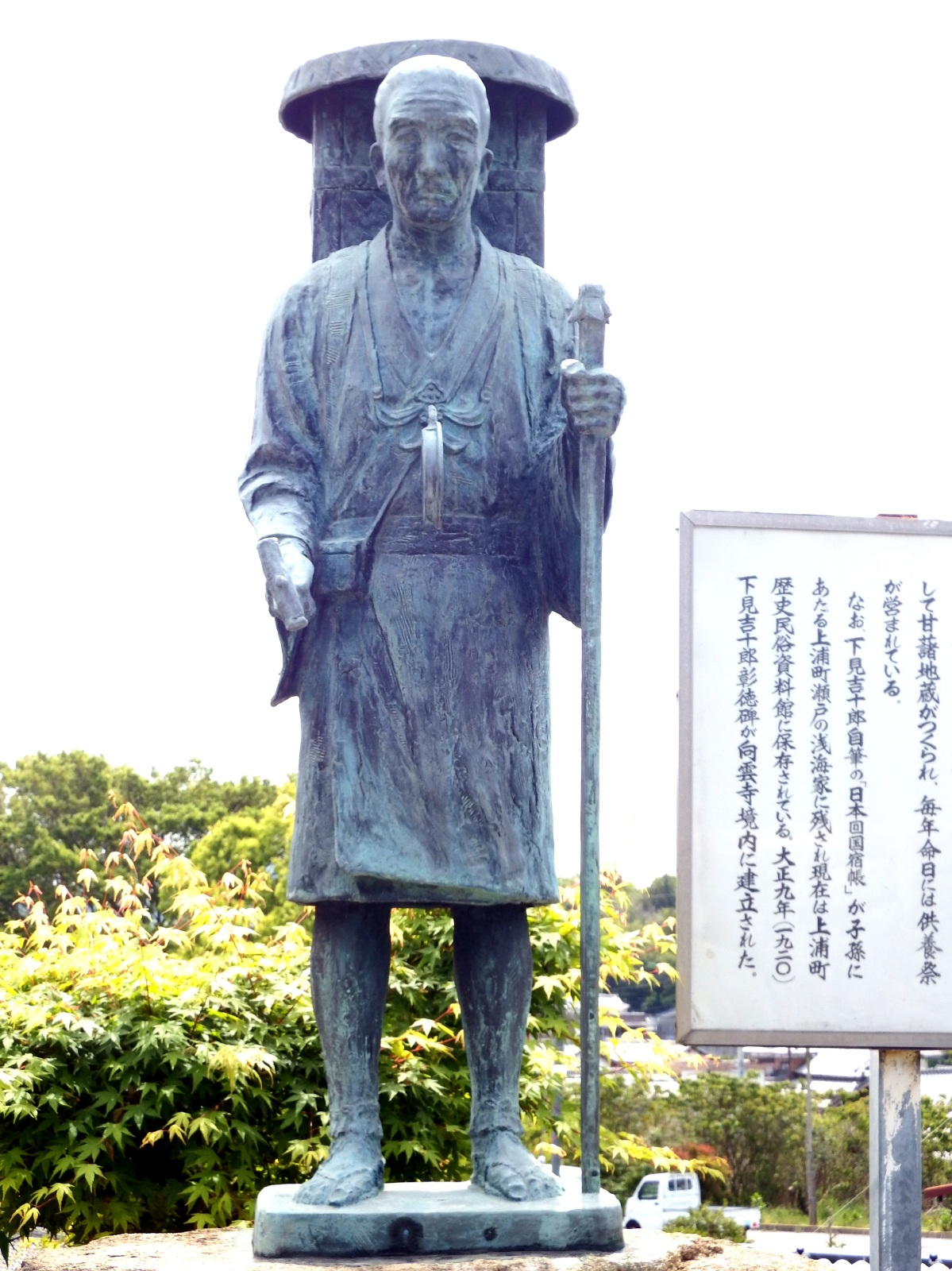
Statue von Asami Kichijūrō

In der Nähe befindet sich der Tōenbō (東円坊), ein buddhistischer Tempel. Ein weiterer ist unter anderem der Kōun-ji (向雲寺) im Südosten der Insel.
Die Insel selbst ist seit dem 19. September 1942 auf nationaler Ebene als „Landschaftlich Schöner Ort“ ausgewiesen.
Eine historische Stätte befindet sich auf der Südostseite der Insel in einer kleinen Halle nahe dem Kōun-ji. Sie ist der seit 28. Oktober 1948 auf Präfekturebene ausgewiesene Imo Jizō (甘藷地蔵, „Süßkartoffel-Jizō“). Die Kshitigarbha-Bodhisattva-Figur ist etwa 50 cm hoch und verehrt Asami Kichijūrō (下見吉十郎, 1673–1755), einen Bauern, der in der frühen Edo-Zeit Süßkartoffeln aus der Provinz Satsuma schmuggelte und erstmals in die Provinz Iyo brachte, wo er die Bewohner von Ōmishima den Anbau lehrte. Er stammte aus einer angesehenen Familie im Dorf Seto. Die Süßkartoffeln schützten die Inselbewohner mit ihrer Wetterunempfindlichkeit vor der Kyōhō-Hungersnot von 1732/1733, bei der mehrere zehntausend Menschen verhungerten.

### In der Populärkultur
Ōmishima war Drehort für einige Szenen des Films Wolverine: Weg des Kriegers von 2013.

## Verkehr

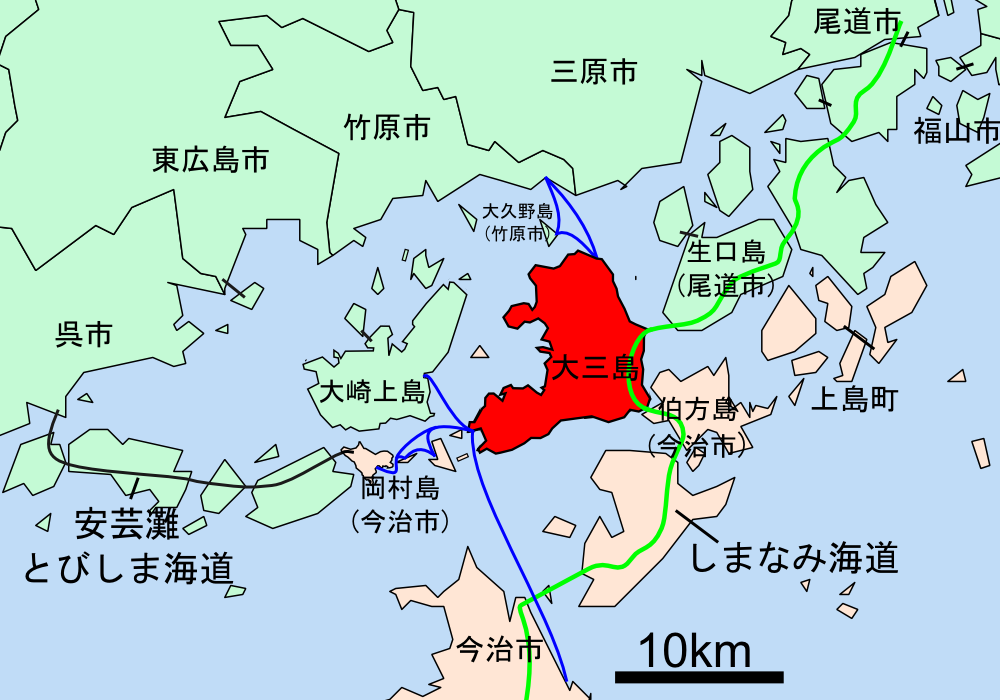
Verbindungen mit Ōmishima: Straßenverbindung über den Shimanami Kaidō (grün) und Fährverbindungen (blau); Akinada Tobishima Kaidō (schwarz)

Die Präfekturstraße 51 verläuft rund um die Insel. Auf der Nordseite verbindet zudem die Präfekturstraße 21 die Ost- und Westküste quer.
Ōmishima ist über die Brücken der Shimanami-Autobahn mit den Hauptinseln Honshū und Shikoku verbunden. Von der östlich gelegenen Insel Ikuchi-jima führt die 1480 m lange Tatara-Brücke über die Tatara-Meerenge. Die Schrägseilbrücke wurde 1999 fertiggestellt. Sie ist vierspurig und weist am Rand einen Fußweg auf. Die Autobahn führt weiter bis an die Südostspitze von Ōmishima und von dort über die 328 m lange Ōmishima-Brücke auf die Nachbarinsel Hakata-jima. Sie wurde bereits 1979 als erste der Honshū und Shikoku verbindenden Brücken für den Verkehr freigegeben. Zudem verkehrt zwischen dem Sakari-Hafen an der nördlichen Landspitze Ōmishimas und Takehara die Ōmishima-Fähre. Vom Munakata-Hafen an der westlichen Landspitze aus gibt es weitere Fährverbindungen nach Ōsakikami-jima im Nordwesten, nach Imabari auf Shikoku im Süden und nach Okamura-jima im Westen über die Ōmishima-Blue-Line-Fähre. Von Okamura-jima führt dann der Akinada Tobishima Kaidō über mehrere Inseln weiter nach Honshū. Eine Brückenverbindung zwischen Okamura-jima und Ōsakikami-jima ist noch in der Planungsphase (Stand 2022).
Über Ōmishima führt auch der Shimanami-Kaidō-Radweg, der wegen der Aussicht über die Inseln der Seto-Inlandsee beliebt ist.

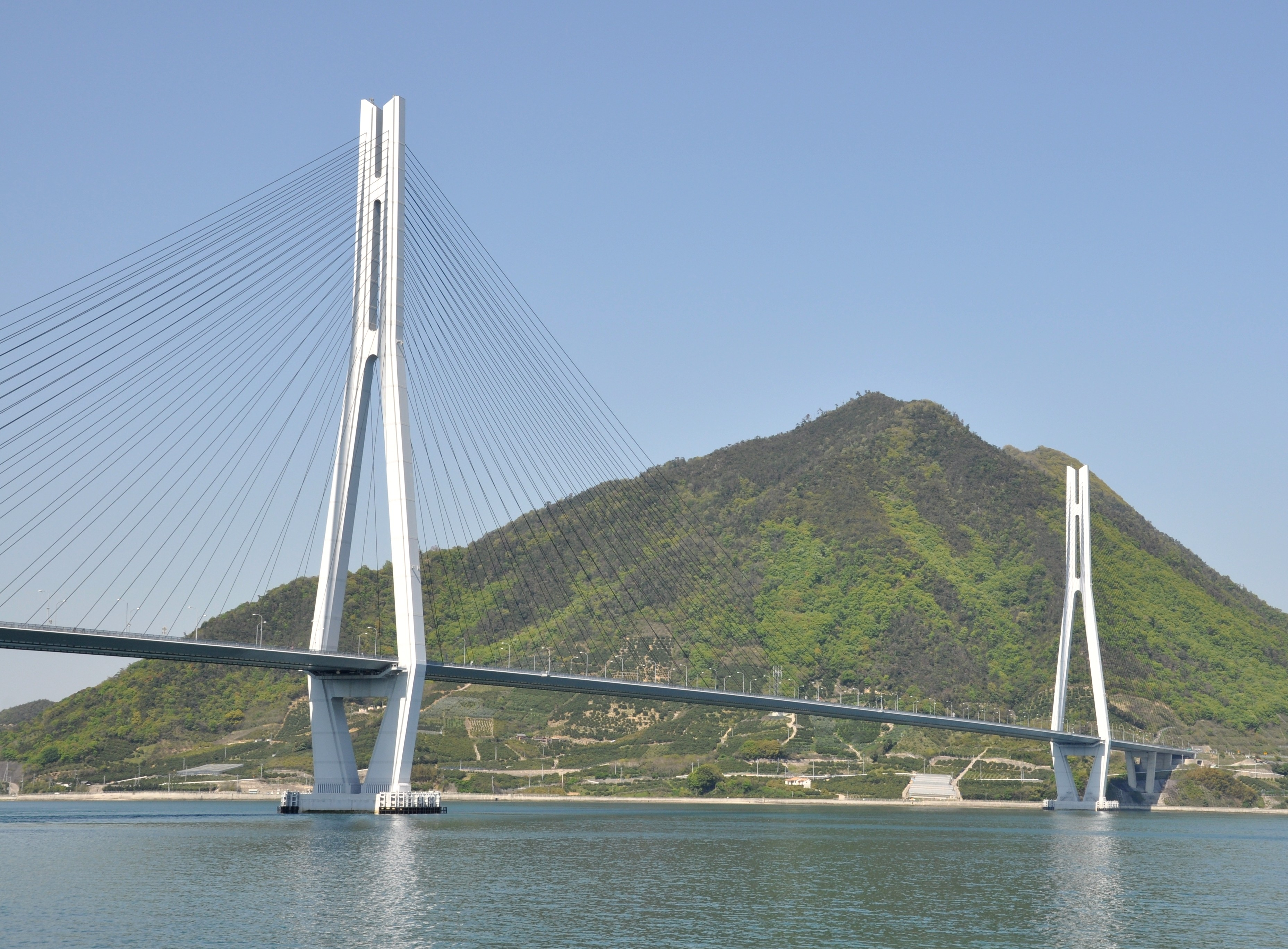
Tatara-Brücke
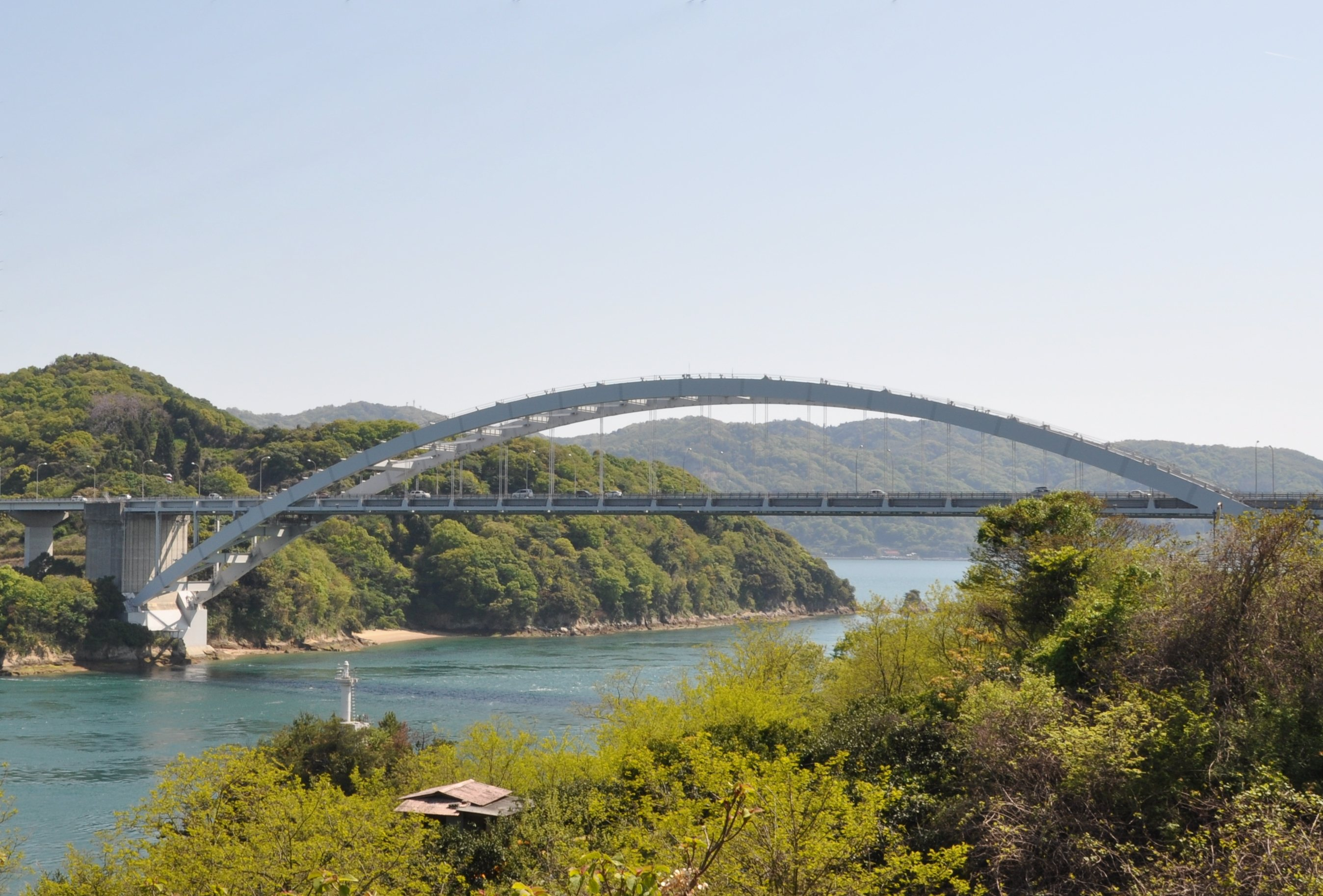
Ōmishima-Brücke
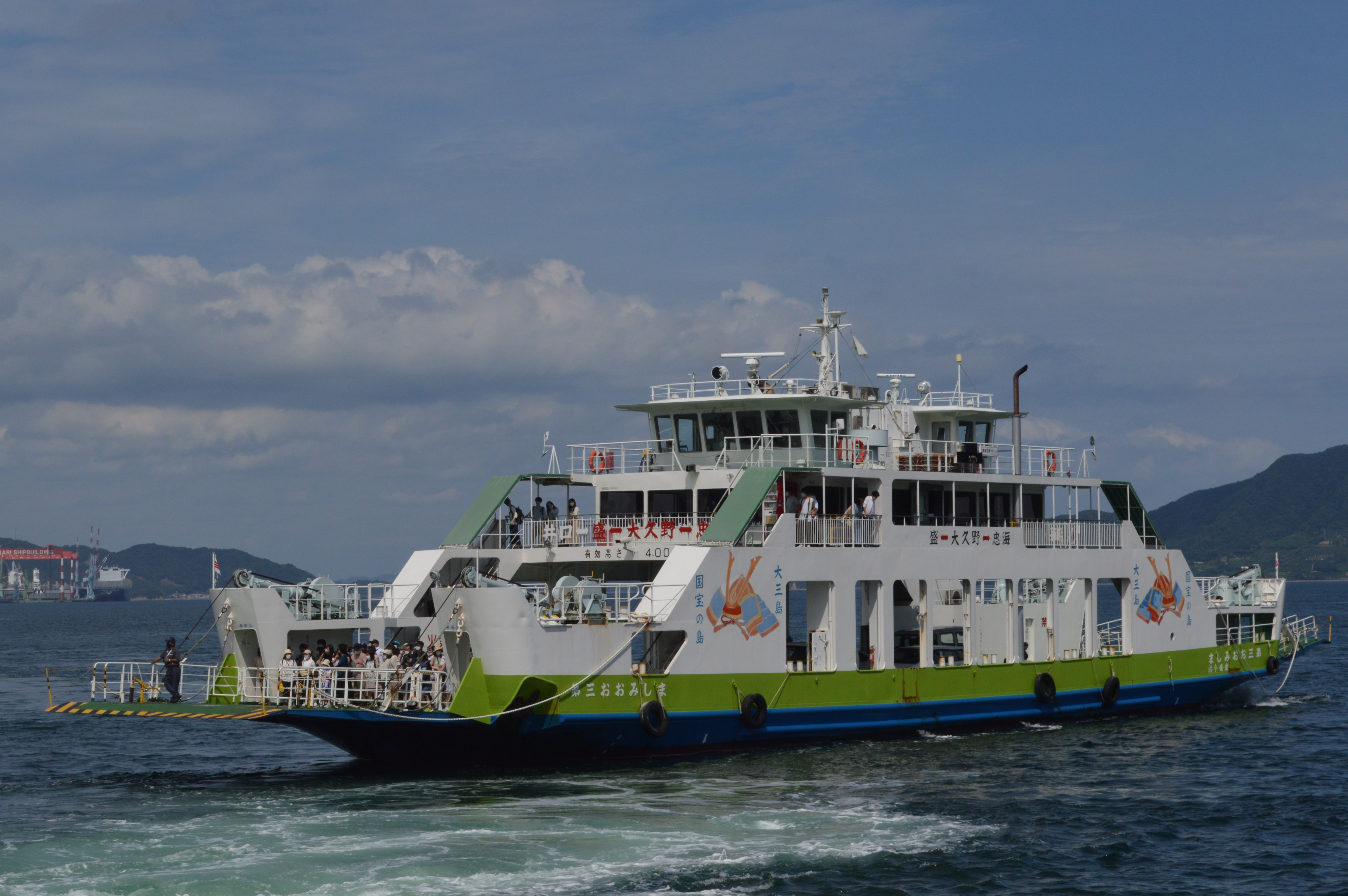
Eine Ōmishima-Fähre
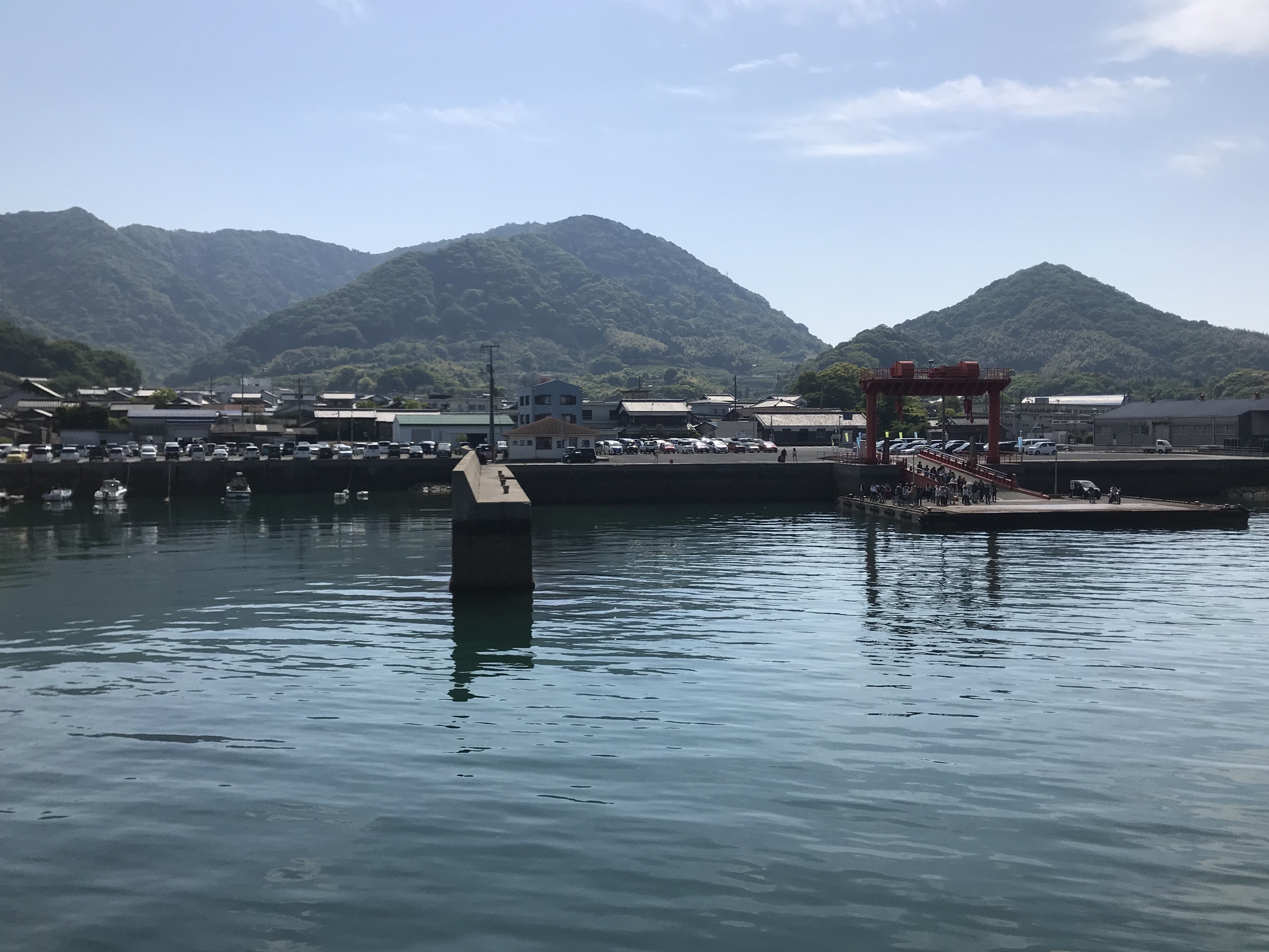
Sakari-Hafen